# Cykas japonský
Cykas japonský (Cycas revoluta Thunb., 1782), je rostlina pocházející z jižního Japonska. Je nejznámějším druhem mezi třemi stovkami známých druhů cykasů. Ty patří k nejstarším rostlinám na světě a na zemi se objevily poprvé v době permu před 250 miliony let. Pro řadu prehistorických prvků bývají označovány jako živoucí fosílie. Cykas japonský je vzácnou rostlinou, chráněnou před mezinárodním obchodem zařazením na seznam CITES II.

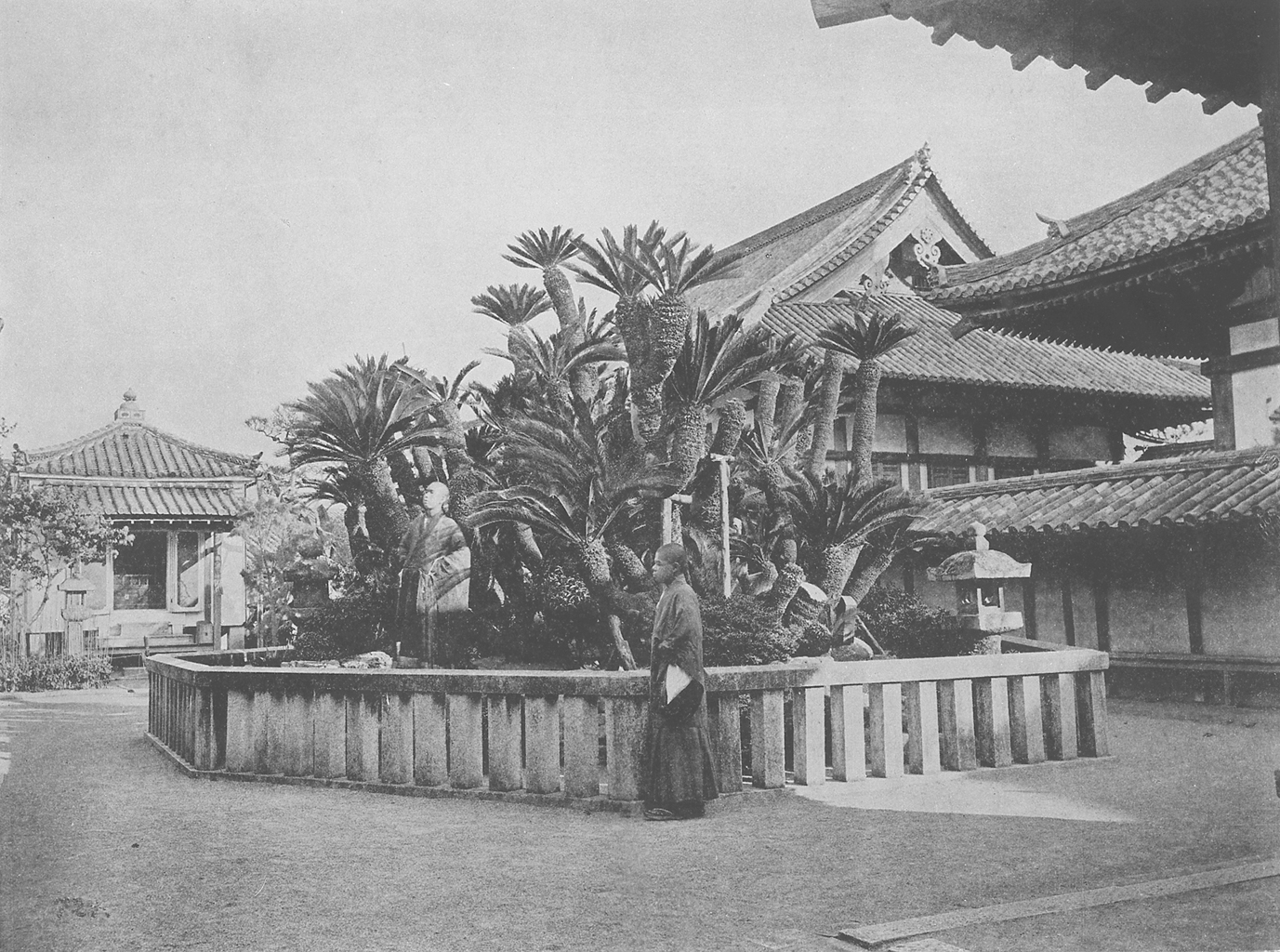
Nejstarší japonský cykas slaví 1100 let: obří trs v klášteře Myokoku-ji. Tato fotografie pochází z roku 1903, cykas roste na stejném místě i nyní

Cykas japonský je běžně dostupný v obchodní síti v ČR.. Pod slovem „cykas“ si proto každý vybaví právě tuto rostlinu. V poslední době se na trhu objevil i další z cykasů, keják otrubnatý.
Rostliny, pěstované botanickými zahradami a sběrateli, se při dobré péči dožívají značného věku. Cykasy japonské jsou přitom velmi dlouho žijící stromy, přičemž některé propočty ukazují na možnost 2000 let života. Délka života starých cykasů v japonských zahradách se odhaduje na více než 1100 let. Určování věku cykasů je však složité, protože tyto stromy nemají letokruhy. Dvoutisícileté odhady spočívají především na propočtech z počtu jizev po listech a znalostech průměrné rychlosti růstu.
I když v zahraničí bývá cykas japonský někdy neodborně označován jako ságová palma s palmami nemají cykasy nic společného, snad kromě vzhledu, tvořeného drsným kmenem s korunou lesklých, temně zelených listů. Pravé ságo je přitom škrobovitý prášek, který se vyrábí ze středu kmene palem Metroxylon sagu.

## Botanická charakteristika

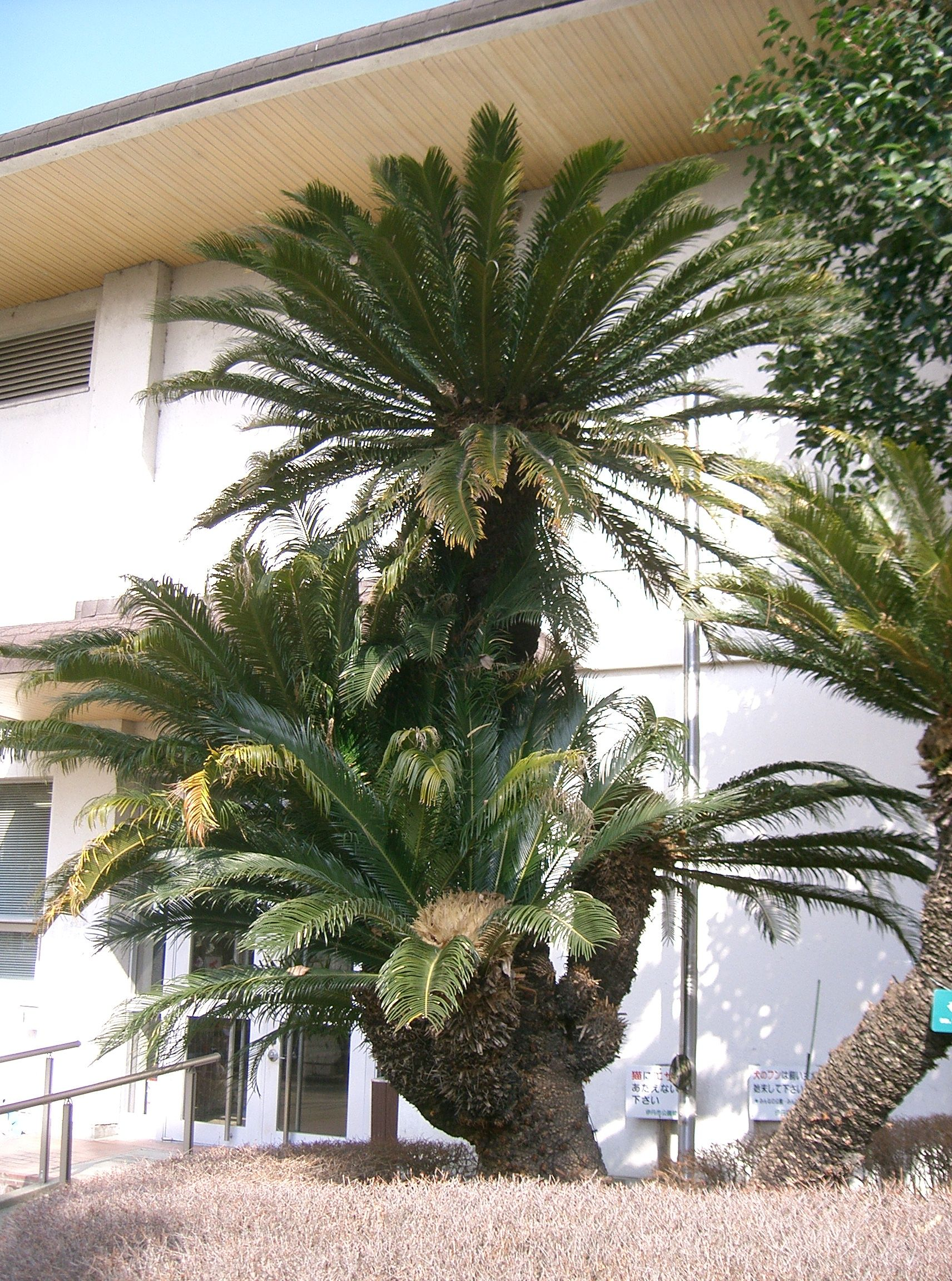
Větvený kmen cykasu japonského

S kmenem dosahujícím u největších rostlin 5 m výšky. se řadí mezi středně velké cykasy. U mladších rostlin má podobu typické hnědé koule, ze které raší koruna „palmových“ listů, tak tvrdých, že si je nezkušené oko může splést s plastem. Kmen se může u starších rostlin větvit.
Samčí šišky dorůstají velikosti 30–60 cm, samičí do 20 cm. Rozeznat od sebe samce a samici cykasu bez šišek není možné, rostliny se vzhledově neliší.
Listy zpeřené, tvrdé, temně zelené a na koncích lehce podvinuté. To je také jeden ze znaků, který jej odlišuje od jiných cykasů, např. druhu Cycas taitungensis.

## Stanoviště a rozšíření
Původní areál cykasu japonského je ostrov Kjúšú (Kyushu) v jižním Japonsku a ostrovech známých jako Jižní japonské souostroví.[zdroj?] V poslední době se objevily i zprávy o jeho výskytu na jihovýchodě Číny v provincii Lianjiang.[zdroj?] Cykas japonský roste na svazích s vápencovým podkladem, plně vystaven slunci. Občas se objevuje i v lesích, ale vždy na vápenci.
Převažující subtropické počasí má mírné léto s teplotami ve stínu 26-33 °C a chladné zimy od 7-20 °C. Podobné teploty jsou tedy doporučeny, pokud chceme, aby rostlina dobře rostla (nad topením).
Tyto rostliny jsou ovšem schopny přežít kratší snížení teploty až na -10 °C (některé zprávy[zdroj?] mluví i o nižších teplotách). I proto je například v prodeji v Holandsku můžete najít v zimě vystavené venku. Nižším teplotám odolává především kmen, u listů může dojít k poškození mrazem. Ještě odolnější je podobný čínský druh cycas panzhihuaensis, který odolává těžkým mrazům a sněhu.

## Pěstování

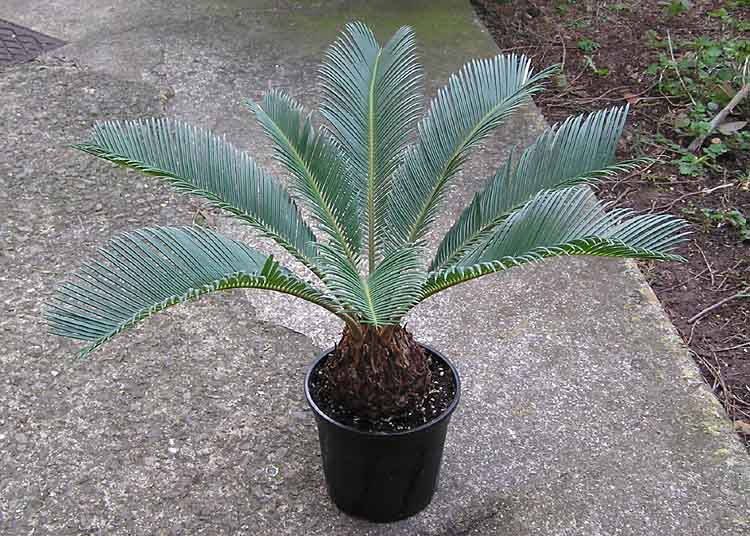
Cykas japonský
tak jak jej znáte z obchodu

Pěstování běžně dostupných cykasů je jednoduché, nicméně pro dosažení nejlepšího vzhledu je potřeba se s nimi naučit zacházet. Rostliny v našich domácích podmínkách vytvářejí obvykle jednou za rok vrh listů, které rostou ze středu a odvíjejí lístky podobně jako listy kapradin. Vzhledem k hlubokému a mohutnému hlavnímu kořenu jsou doporučovány vysoké květináče,[zdroj?] které nemusí být příliš široké, musí ovšem zůstat prostor pro vystoupení korálovitých kořenů na povrch.
Absolutní podmínkou pro pěstování cykasů je prodyšná půda, kterou voda proteče, zůstane vlhká, ale nikoliv zbytečně dlouho mokrá. Škodí jim přílišné vlho a zcela zásadně nesnášejí mokro a chlad současně. Hlavní příčinou jejich úmrtí je proto uhnití kořene ve vlhkém prostředí, které ne vždy lze zpočátku poznat na samotné rostlině. Hlínu je tedy třeba namíchat s kaménky či jiným hrubým materiálem jako je pemza či perlit. Případně lze nouzově využít prodyšné směsi pro palmy nebo pro kaktusy. Naopak občasné úplné vyschnutí půdy po běžné dovolené rostlinám zásadně neuškodí, pokud se nejedná o úplně mladé exempláře. Rostliny dobře snášejí zanedbávání a nezalévání. Uškodit jim může přílišná péče spojená s přeléváním, přílišným hnojením a příliš výživnou hutnou půdou.
Problémy při pěstování doma:
- rostlina netvoří listy – je chladno;
- rostlina vytváří nepěkné velmi dlouhé listy Archivováno 29. 7. 2007 na Wayback Machine., které občas i zasychají – rostlina nemá dost světla.

Pro další růst jsou nicméně nutné další faktory – teplo a světlo – bez nich je obtížné dosáhnout vyrašení nových listů, typický problém v našich podmínkách. Na jaře (v březnu) se tedy doporučuje rostliny umístit na teplá a světlá místa, například k oknu nad topení a začít rostlinu více zalévat. To by mělo být dobrým popudem pro zahájení růstu. Teplo musí být zajištěno i v noci, což v ČR může být problémem obzvláště venku. Naopak, teplo by nemělo být v zimě (opět problém ve vytápěných bytech). Teplo totiž rostlinu donutí vyhnat nové listy příliš brzo (v lednu či únoru), kdy je nedostatek denního světla.
Cykasy držené v teple, ale v polostínu vytvářejí protáhlé nepěkné listy Archivováno 29. 7. 2007 na Wayback Machine. (podstatně delší než listy původní), které se po vyzrátí a zatvrdnutí již nikdy nezmění a je možné je tedy odstřihnout. V případě zahájeného rašení nového vrhu listů je proto potřeba rostlinu okamžitě umístit alespoň dočasně na velmi teplé a velmi světlé místo do doby než mladé měkké listy zatvrdnou, poté ji můžete vrátit zpět. Pokud je toto místo u okna s jedním směrem světla, je vhodné rostlinu otáčet, aby se vytvořily pravidelné listy. Bez tepla ovšem rostlina nemusí na jaře nasadit.
Tyto rostliny rostou velmi pomalu. Nejrychlejším růstem pozorovaným ve vynikajících podmínkách komerčního pěstování v jižním Texasu byl přírůstek kmene 3 cm za rok a tři vrhy listů ve stejném období. V domácích podmínkách se občas může dosáhnout dvou vrhů listů za rok a pomalejšího růstu. Zájemcům o větší rostliny je tedy doporučováno přímé zakoupení staršího cykasu. I z tohoto důvodu jsou v Japonsku z cykasů vytvářeny oblíbené bonsaje, sbírány jsou i vzácné odrůdy se zlatými novými listy případně odrůdy s tvarově odlišnými šiškami.

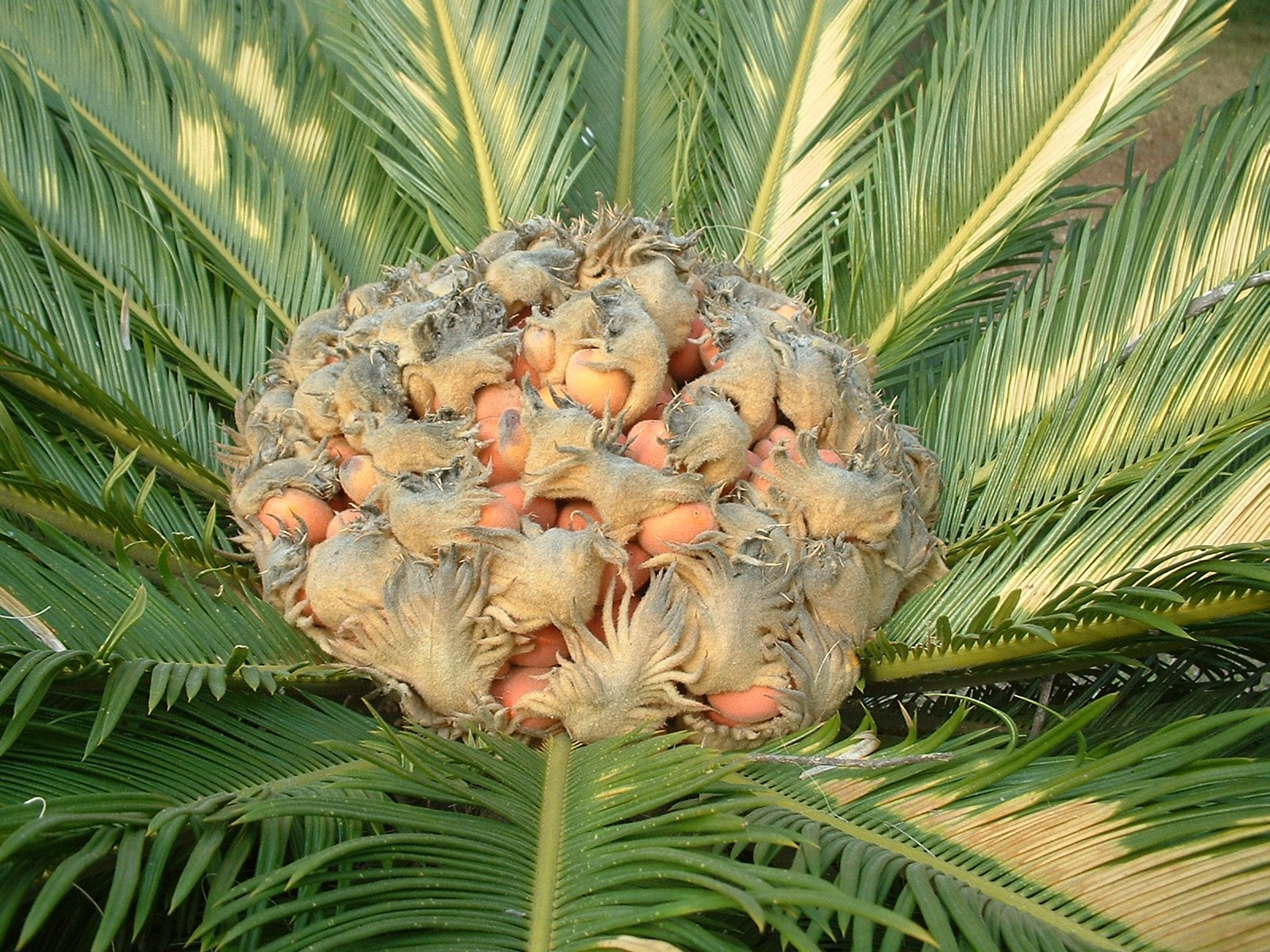
SAMICE: samičí hlávka (pseudošištice) se zralými semeny se skládá z přetvořených béžových listů - megasporofylů

Rostliny jsou především v Holandsku prodávány i bez listů a většiny kořenů, pouze jako „špalek“ – čistý kmen. Pro jejich zakořenění je potřeba držet rostlinu v teple.

## Rozmnožování

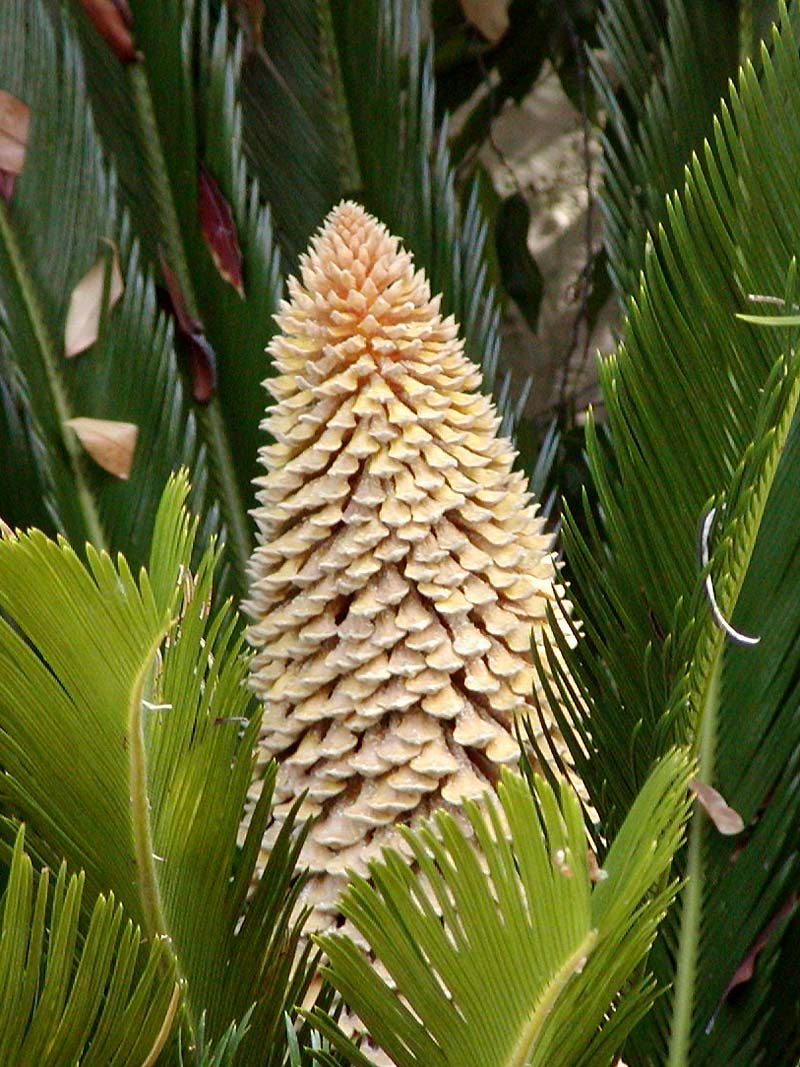
SAMEC: zralá samčí šištice cykasu- z váčků (mikrosporofylů) pod šupinami šištice uniká pyl

Cykasy jsou dvoudomé rostliny, které se rozmnožují semeny, případně i oddělením kmenových výhonků. Samčí rostlina kvete šiškami, samičí rostlina falešnými šiškami tvořenými zpeřenými listy držícími semena – tzv. megasporofyly. Opylování je v přírodě vázáno na specifický druh hmyzu, v zajetí je možné umělé opylování.
Cykas japonský se v domácnosti může množit postranními odnožemi, odebranými v období zimního odpočinku, které zakořeňují v půdě smíchané s hrubším pískem a ve velkém teple (kolem 30 °C). Toto množení není ovšem zcela jednoduché.

## Jedovatost
Kmen je zdrojem škrobovitého sága, které se používá k přípravě potravy. Škrob se také z cykasů v minulosti průmyslově vyráběl. V Japonsku se z něj na ostrově Rjúkjú vyrábí druh sake a pojídána byla v minulosti i semena po zpracování.
Části cykasů jsou ovšem jedovaté a před konzumací musí být speciálně proprány a dále upraveny. Nebezpečné je nicméně pouze přímé pojídání rostlin, zejména vnitřku semen po vypeckování. Známé otravy cykasy způsobují selhání jater a ledvin, ochrnutí a je studována jejich role v takzvané Guamské nemoci. Některé sloučeniny cykasů jsou rakovinotvorné.

## Ochrana
Stavy cykasu japonského (C. revoluta) v přírodě stále klesají, jedná se o chráněnou rostlinu, řazenou na seznam ohrožených rostlin IUCN do kategorie „téměř ohrožený“. Je proto zařazen na seznam ohrožených druhů CITES II. Obchod s nimi je tedy kontrolován. Tento cykas se nicméně poměrně dobře pěstuje, rostliny z obchodů nejsou odebrány z přírody.